# Digimon Adventure (film)
Digimon Adventure (jap. デジモンアドベンチャー Dejimon Adobenchā) – pierwszy film serii Digimon. Miał premierę w Japonii 6 marca 1999 roku, został też wydany w USA i Polsce jako część filmu Digimon: The Movie, składającego się z czterech pierwszych japońskich filmów serii.

## Opis fabuły
Film Digimon Adventure jest odcinkiem pilotażowym serii anime Digimon Adventure. Skupia się na Taiu i Kari Kamiya, akcja ma miejsce cztery lata przed wydarzeniami z anime. Pokazuje ich pierwsze spotkanie z Digimonami i co się z nimi działo, podczas ich pierwszej walki Digimon, po szybkiej ewolucji Botamona. Digimon ten wykluwa się z jajka i ewoluuje w Greymona, by walczyć z Parrotmonem, który pojawił się w mieście. Urywki z filmu zostały użyte w anime, by wyjaśnić czemu Tai i reszta Digi Wybrańców trafiła do Cyfrowego Świata.